# Kamptodaktylie

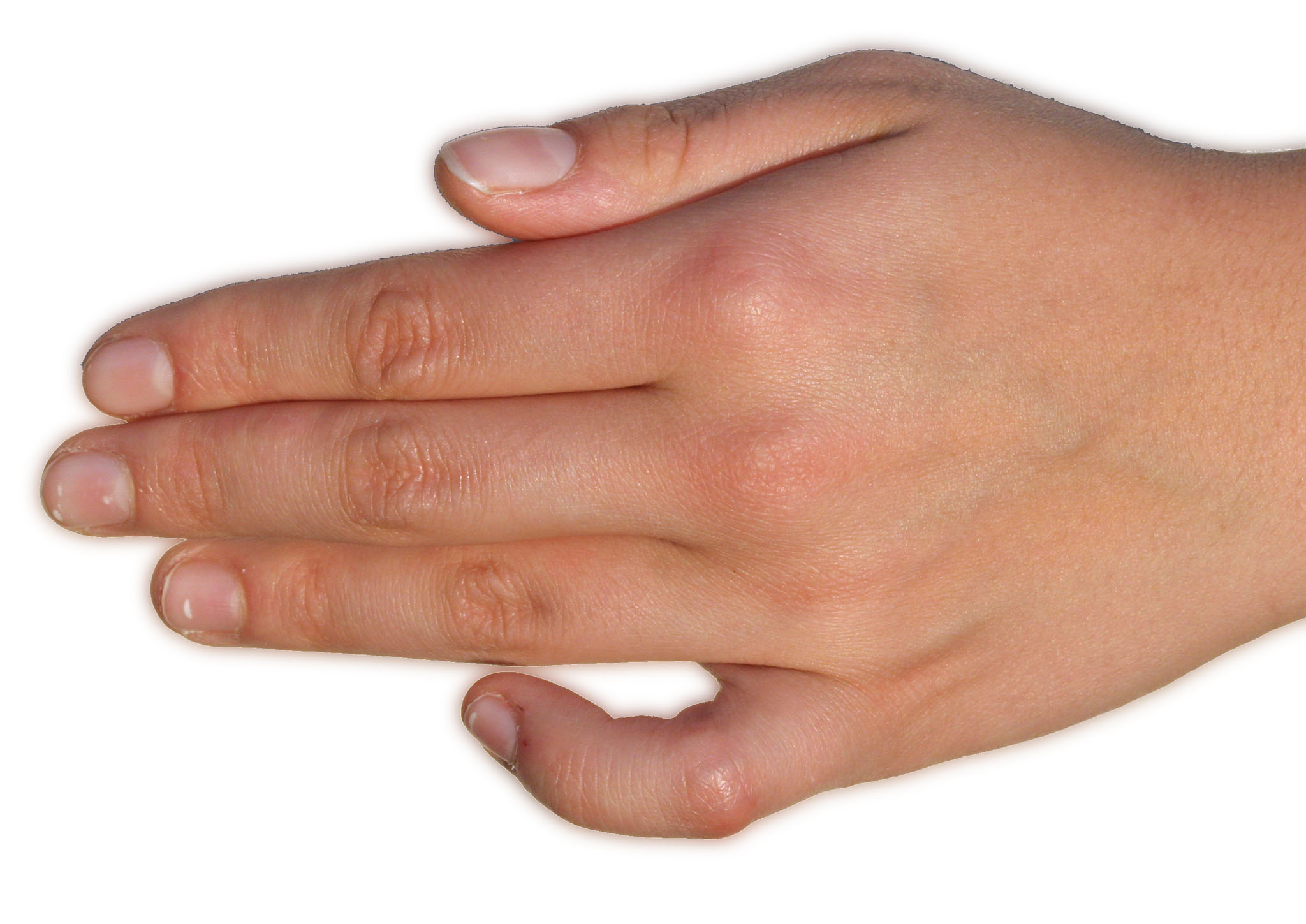
Kamptodaktylie (posttraumatische Form)

Die Kamptodaktylie (von altgriechisch κάμπτειν kámptein, deutsch ‚beugen‘ und δάκτυλος dáktylos, deutsch ‚Finger‘) und ist eine Beugekontraktur der Mittelgelenke des kleinen Fingers, seltener auch des Ringfingers.
Sie tritt bei Überstreckung des proximalen, am nächsten beim Körper liegenden Fingergliedes (Grundphalanx) in Richtung Handrücken auf und erzeugt aufgrund der damit verbundenen Abwinkelung der restlichen Fingerglieder in Richtung Handfläche das Bild eines Hammerfingers.
Die Ursache der Fingerkontraktur ist unbekannt. Als mögliche Ätiologie wird eine Verkürzung bzw. Schrumpfung von Sehnen und Sehnenscheiden diskutiert. Eine Veränderung von Sehnenstruktur ähnlich dem Morbus Dupuytren konnte bisher in keiner Studie belegt werden.
Die Kamptodaktylie tritt sporadisch oder posttraumatisch auf, sie kann allerdings auch autosomal-dominant vererbt werden. Die hereditäre Form der Kamptodaktylie ist meist kongenital und bilateral und geht teilweise mit Vielfingrigkeit (Polydaktylie) und Hammerzehen einher.
Sie ist häufig ein Merkmal bestimmter genetisch bedingter Syndrome, wie beispielsweise dem Stüve-Wiedemann-Syndrom, dem Reardon-Hall-Slaney-Syndrom, dem Rossi-Syndrom, dem Rozin-Syndrom, dem Down-Syndrom (Trisomie 21), dem Zellweger-Syndrom, dem Juberg-Marsidi-Syndrom, dem CATSHL-Syndrom oder einer Trisomie 8.